# Emil R. Unanue
Emil Raphael Unanue (* 13. September 1934 in Havanna, Kuba; † 16. Dezember 2022 in St. Louis, Missouri) war ein kubanisch-US-amerikanischer Pathologe und Immunologe.

## Leben
Unanue erwarb 1952 einen Bachelor in Havanna und schloss 1960 sein Medizinstudium an der Universität von Havanna ab. 1961/1962 arbeitete er als Assistenzarzt in der Pathologie des Presbyterian University Hospital in Pittsburgh, Pennsylvania. Zwischen 1962 und 1970 forschte er in der Experimentellen Pathologie am Scripps Research Institute in La Jolla, Kalifornien – unterbrochen von einem Aufenthalt 1966 bis 1968 in der Abteilung für Immunologie am National Institute for Medical Research  im Londoner Stadtteil Mill Hill. Von 1970 bis 1984 war er Professor für Immunpathologie an der Harvard University Medical School in Boston, Massachusetts. Nach zwei Gastprofessuren an der Kuwait University School of Medicine (1982) und der Royal Postgraduate Medical School in London (1983) – heute Imperial College London – wechselte Unanue 1985 an die Washington University in St. Louis, Missouri. Dort wurde er Professor für Pathologie und gleichzeitig Chefarzt für Pathologie am Barnes Jewish Hospital. Ab 2000 hatte er zusätzlich eine Professur an der Tulane University in New Orleans, Louisiana.

## Wirken
Unanue konnte grundlegende Erkenntnisse zur Aktivierung von T-Zellen und ihrer Regulation gewinnen. Er konnte zeigen, dass T-Zellen nicht ganze pathogene Keime erkennen, sondern kleine Fragmente, die ihnen gemeinsam mit MHC-Klasse-II-Molekülen von antigenpräsentierenden Zellen (darunter Makrophagen) präsentiert werden. Damit schuf er die Grundlage für das Verständnis, wie das Immunsystem insgesamt Krankheitserreger erkennt, und die Basis für neue Untersuchungen der Pathophysiologie von Infektionskrankheiten und Autoimmunkrankheiten.

## Auszeichnungen (Auswahl)
- 1980 Guggenheim Fellowship
- 1987 Mitgliedschaft in der National Academy of Sciences
- 1989 William B. Coley Award[2]
- 1989 Mitgliedschaft in der American Academy of Arts and Sciences[3]
- 1995 Albert Lasker Award for Basic Medical Research[4]
- 1995 Mitgliedschaft im Institute of Medicine
- 1998 Vorsitzender der Sektion Mikrobiologie und Immunologie der National Academy of Sciences
- 2000 Gairdner Foundation International Award[5]
- 2005 Robert-Koch-Medaille[6]